# Obleganje Fort Ticonderoge (1777)
Obleganje utrdbe Ticonderoga se je zgodilo med 2. in 6. julijem 1777 v utrdbi Ticonderoga, blizu južnega konca jezera Champlain v zvezni državi New York. 8.000 članska vojska generalpodpolkovnika Johna Burgoyna je zasedla visoko mesto nad utrdbo in skoraj obkolila obrambo. Zaradi teh premikov se je okupacijska celinska armada, premalo močna sila 3.000 mož pod poveljstvom generala Arthurja St. Claira, umaknila iz Ticonderoge in okoliških obrambnih položajev. Prišlo je do nekaj streljanja in nekaj žrtev, vendar ni bilo formalnega obleganja in ostre bitke. Burgoynova vojska je 6. julija brez odpora zasedla utrdbi Ticonderoga in Mount Independence (Vermont), obsežni utrdbi na vermontski strani jezera. Predhodne enote so zasledovale umikajoče se Američane.
Hitra predaja Ticonderoge je povzročila ogorčenje v ameriški javnosti in vojaških krogih, saj je veljalo splošno prepričanje, da je Ticonderoga praktično nepremagljiva in ključna obrambna točka. Kongres je obrekoval generala St. Claira in njegovega nadrejenega, generala Philip Schuylera. Oba sta bila na koncu oproščena na vojaškem sodišču, vendar je bila njuna kariera negativno prizadeta. Schuyler je do vojnega sodišča že izgubil poveljstvo v korist Horatia Gatesa, St. Clair pa do konca vojne ni imel več poveljstva na terenu.